# Isaac Bertrand
Isaac Bertrand est un homme politique français né le 17 novembre 1760 et mort à une date inconnue.

## Biographie
Négociant à Bischwiller, il est commandant civil de l'armée du Rhin. Il est élu député du Bas-Rhin au Conseil des Cinq-Cents le 25 vendémiaire an IV.

## Sources
- « Isaac Bertrand », dans Adolphe Robert et Gaston Cougny, Dictionnaire des parlementaires français, Edgar Bourloton, 1889-1891 [détail de l’édition]